# Rewind: Deja Screw
Pour les articles homonymes, voir Rewind.
Albums de Blaq Poet
Without Warning
(1991) Blaq Out
(2009)
Rewind: Deja Screw est le premier album studio de Blaq Poet, sorti le 10 avril 2006.

## Liste des titres
| No  | Titre                                              | Contient un (des) sample(s) de                                                         | Durée |
| --- | -------------------------------------------------- | -------------------------------------------------------------------------------------- | ----- |
| 1.  | Bang This                                          | Some Dirge de Gary Burton et Carla Bley                                                | 3:10  |
| 2.  | Ghetto Shit                                        |                                                                                        | 3:41  |
| 3.  | Message From Poet                                  | Twilight Zone de Neil Norman and His Cosmic Orchestra Bring the Noise de Public Enemy  | 2:51  |
| 4.  | Bomb Shit (featuring KL, J Roc et Verse)           |                                                                                        | 4:36  |
| 5.  | Bloody Mess                                        | Ebony Jam de Tower of Power The Fool, the Falling Tower de The Enid                    | 4:01  |
| 6.  | Watch Your Back                                    | Then Came You du Harold Wheeler Consort Ten Crack Commandments de The Notorious B.I.G. | 3:35  |
| 7.  | The Cash                                           |                                                                                        | 3:18  |
| 8.  | My Nigga (featuring Team Shug)                     |                                                                                        | 3:39  |
| 9.  | What Y'All Gonna Do                                |                                                                                        | 3:40  |
| 10. | Poet Has Come                                      |                                                                                        | 4:06  |
| 11. | You Fucked Up                                      | The Facade de Melba Moore                                                              | 3:36  |
| 12. | After All This Time                                |                                                                                        | 3:28  |
| 13. | Rhyme Crime Boss                                   |                                                                                        | 4:06  |
| 14. | Hard to Believe                                    |                                                                                        | 3:27  |
| 15. | Psycho                                             |                                                                                        | 3:03  |
| 16. | Still Flippin'                                     |                                                                                        | 3:23  |
| 17. | The Cash Part II                                   |                                                                                        | 3:02  |
| 18. | Mind of a Criminal (featuring KL, Teflon et J Roc) |                                                                                        | 3:52  |